# Federico Laredo Brú
Pour les articles homonymes, voir Laredo.
Federico Laredo Brú (23 avril 1875, Remedios - 7 juillet 1946, La Havane) est un avocat qui est président de Cuba de 1936 à 1940.

## Biographie
L'arrivée de Laredo au pouvoir débute en janvier 1936 en tant que vice-président. Lorsque le président Miguel Mariano Gómez, fils de l'ancien président José Miguel Gómez, remporte l'élection présidentielle, l'homme fort du pays, le chef d'état major des armées Fulgencio Batista, obtient la destitution de Gómez en décembre 1936 pour avoir opposé son veto à la création d'écoles rurales sous contrôle militaire. Federico Laredo Brú accède alors à la présidence pour les dernières années du mandat de Gómez, ouvrant ainsi la voie à un Batista ambitieux.
Des amnisties sont accordées, notamment à l'ancien dictateur Gerardo Machado, et le Congrès cubain adopte de nombreuses mesures sociales : pensions, assurances sociales, salaires minimums et limitation des horaires de travail. Les travailleurs sont syndiqués, en particulier dans la Confédération des travailleurs cubains, un syndicat dans lequel les communistes ont une influence prépondérante.
Les États-Unis dominent la politique cubaine depuis 1898, provoquant le sentiment anti-américain parmi la classe éduquée et Laredo œuvre pour réduire la présence américaine.
Le 27 mai 1939, survient l'affaire du paquebot St. Louis. Alors qu'à son bord se trouvent 930 réfugiés juifs de Hambourg fuyant les persécutions de Hitler, Laredo refuse aux passagers l'autorisation de débarquer. Les certificats de débarquement détenus par les passagers, émis par le gouvernement cubain, avaient été invalidés pendant le voyage aller. Finalement, seuls une vingtaine de réfugiés sont autorisés à débarquer à La Havane et le navire, ayant également été refoulé aux États-Unis, reconduit finalement ses passagers restants en Angleterre, en France, en Belgique et aux Pays-Bas.

## Source
- (en) Cet article est partiellement ou en totalité issu de l’article de Wikipédia en anglais intitulé « Federico Laredo Brú » (voir la liste des auteurs).